# ÁVT ANINA
Az ÁVT ANINA sorozatú mozdonyok Engerth-rendszerű személyvonati szertartályos gőzmozdonyok voltak.

## Története
Az ÁVT (StEG) 1863-ban a korábban beszerzett Balaton típusú Engelth-rendszerű  mozdonyai mintájára további 8 mozdony építését rendelte meg saját gépgyárától, melyeket a 170-177 pályaszámokkal és a kor szokásának megfelelően az ANINA, NERA, LAGERDORF, SZOLNAK, AROSZBAMAS, SZÖRÖGH, SZT. ENDRE, TETRINIA nevekkel látta el. Ezek a mozdonyok elsősorban nagyobb rostélyméretükben és laprugós alátámasztásukkal tértek el a korábbi sorozattól. Ezen kívül relatívan nagyobb teljesítményük és nyugodtabb futásuk alkalmasabbá tette őket személyvonati szolgálatra. Legnagyobb sebességük 70 km/h volt.
1873-ban a pályaszámokat 57-64-re változtatták és a IVg' osztályba sorolták át őket. A magyar pályaszakaszok államosításakor a még üzemelő nyolc mozdonyt a MÁV TIIa osztályba és az 1341-1348 pályaszámok alá osztotta be. 1911-től a 268 sorozat  001-008 számait viselték.
A sorozat mozdonyait a MÁV 1913-ig selejtezte.

## Fordítás
- Ez a szócikk részben vagy egészben  a   StEG I 170–177 című német Wikipédia-szócikk fordításán alapul.  Az eredeti cikk szerkesztőit annak laptörténete sorolja fel. Ez a jelzés csupán a megfogalmazás eredetét és a szerzői jogokat jelzi, nem szolgál a cikkben szereplő információk forrásmegjelöléseként.